# Акино, Анастасио
Анаста́сио Ма́ртир Аки́но (исп. Anastasio Mártir Aquino, 15 апреля 1792 — 24 июля 1833) — предводитель индейского восстания в Сальвадоре, когда тот ещё входил в состав Соединённых провинций Центральной Америки.

## Восстание Акино
Происходил из племени нонуалько народа пипили, населявшего территорию современного департамента Ла-Пас. Изначально Акино, батрачивший на плантации индиго, поднял волнения в месть за арест брата, однако восстание быстро распространилось по долинам рек Комалапа и Лемпа. К концу января 1833 года Акиноуже собрал внушительную армию — от 2 до 5 тысяч индейских крестьян восстали против произвола властей и помещиков под лозунгом «Землю тем, кто ее обрабатывает».
Взяв Сакатеколуку, 15 февраля отряды под предводительством брата Акино выбили правительственный гарнизон из города Сан-Висенте. Акино изначально намеревался сжечь город, в котором жили многие из латифундистов, однако его разубедили это делать. Согласно народной традиции, Акино был коронован правителем нонуальков в местной церкви короной с изображения святого Иосифа. В Тепетитане он был провозглашён Главнокомандующим армии освобождения и возвестил Тепетитанскую декларацию, которой отменял принудительный труд, прекращал выплату налогов властям, запрещал агуардиенте (алкоголь) и вводил суровые наказания за убийство (смерть), кражу и нанесение ранений (отсечение руки), а также сбор долгов (10 лет тюрьмы).
Акино не знал о хаосе в сальвадорской столице и не смог им воспользоваться. Между тем, напуганный приближением повстанцев верховный правитель штата Сальвадора Мариано Прадо подал в отставку, передав свои полномочия своему заместителю Хоакину де Сан-Мартину. Однако и новый лидер оказался неспособным совладать с восстаниями в стране и в панике покинул Сан-Сальвадор, оставив столицу без руководства. Власти попытались инициировать переговоры с восставшими, послав двоих священников в качестве посредников, однако безуспешно.
Впрочем, правительственные силы могли опереться на жителей Сан-Висенте, недовольных его разорением. 28 февраля 1833 года в решающей битве при Сантьяго Нонуалько индейская армия была разбита. Акино удалось бежать, но правительство пообещало всем, кто выдаст его местоположение, вознаграждение — жизнь. 23 апреля Акино был выдан властям предателем, отправлен в Сакатеколуку и 24 июля казнён. Его голову выставляли в железной клетке с вывеской «Пример мятежникам».
Память об Акино (как положительная, так и отрицательная) сохранилась в народном творчестве. Впоследствии ему посвящали свои произведения Роке Дальтон и Матильде Элена Лопес.